# Каменюк Надія Миколаївна
Надія Миколаївна Каменюк, до шлюбу Лобур (28 березня 1933, с. Гарбузів, Україна — 3 лютого 2011, м. Тернопіль) — українська освітянка, вишивальниця, краєзнавиця та громадська діячка.

## Життєпис
Народилася 28 березня 1933 року у с. Гарбузів  (нині Тернопільського району Тернопільської області ) України.
Закінчила Станіславський педагогічний інститут (1954, нині Прикарпатський національний університет, м. Івано-Франківськ). Учителювала у школах Тернопільщини. Працювала секретаркою-діловодкою в селі Кукуріках (1955—1959).
Організаторка і староста хору «Заграва» в м. Тернопіль (1989).
Делеґатка Зборів Народного руху України, 1–7 Великих зборів Конґресу українських націоналістів (1992—2002).
Була одружена з Оксентієм Каменюком.

## Доробок
Авторка книги «По забутих стежках» (2002). 